# حاذق هروی
جنیدالله حاذق هروی (؟ - ۲۵ ذیحجهٔ ۱۲۵۹ق) شاعر و پزشک قرن ۱۳ است که در کَرُخ هرات زاده شد. در سال ۱۲۱۶ قمری به بخارا رفت و در مدرسه عالی بخارا تحصیل نمود. حاذق ابتدا در دربار حاکم بخارا امیر حیدر ارج یافت و سپس به دربار امیرعمرخان در خوقند رفت. پس از مرگ وی به بخارا بازگشت و در دربار امیرنصرالله وارد شد.
محمدحکیم خان که از دوستان حاذق هروی بوده‌است، گزارش قتل او را به دست مأموران امیرنصرالله در صبح شنبه ۲۵ ذیحجهٔ ۱۲۵۹ق (۱۶ ژانویهٔ ۱۸۴۴م) در منتخب التواریخ آورده‌است.
حاذق از خود سه اثر برجای گذاشته‌است:
- دیوان اشعار[۳]
- مثنوی یوسف و زلیخا[۴]
- «شرح قانونچه» در پزشکی که با عنوان تحقیق القواعد نیز معروف است.

## نمونه شعر
غزلی از حاذق هروی:
| چه صیدم من که نه بسمل شدم، نه زیبِ فتراکی |  | نه از خونم زمین آلوده شد نه دامنِ پاکی   |
| نگاهم را تماشای گل و گلشن نمی‌باید        |  | من و در کنجِ حسرت یادِ رخسارِ عرقناکی      |
| دلم از بی تمیزی‌های ابنای زمان پر شد      |  | نبودی کاش لوحِ خاطرم را نقشِ ادراکی       |
| فلک گر سفله را عزّت دهد خارش کند آخر      |  | هوا زد بر زمین برداشت بالا چون کفِ خاکی  |
| مرا شور و جنون از پندِ ناصح کم نمی‌گردد    |  | چه امکان است راهِ شعله بندد مشتِ خاشاکی   |
| نباشد هیچ داغ از داغ هجرِ دوست سوزان‌تر    |  | به وصلِ شمع کی پروانه را ز آتش بود باکی؟ |
| ندیدم در بهارِ زندگی «حاذق» درین صحرا     |  | به غیر از لاله جز داغِ دلی و سینهٔ چاکی   |